# Calkiní
Calkiní é um dos 11 municípios pertencentes ao estado de Campeche, no México. O nome do município provém de palavras maias:Cal(Garganta), Kin(Sol) e o sufixo i que equivale no espanhol à preposição de. Portanto Calkiní significa Garganta do Sol.